# Bushmeat

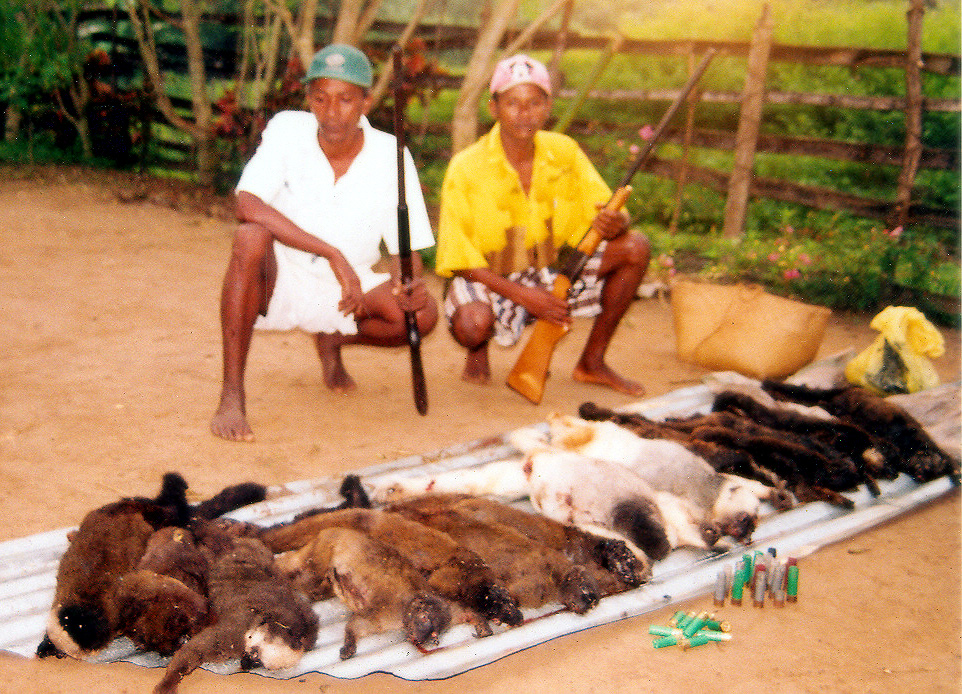
Jagers in Madagaskar met hun vangst van lemuren

Bushmeat (Engels voor "bosvlees") is vlees dat afkomstig is van de jacht op wilde dieren in de tropen. Het betreft in de regel onconventionele soorten, bijvoorbeeld zoogdieren als apen, egels en vleermuizen, en reptielen als schildpadden en slangen.
Omdat het overgrote van deze dieren beschermd worden door de CITES-regelgeving is de handel hiervan zeer streng gereglementeerd. De invoer van dergelijk vlees in de Europese Unie is streng verboden en wordt gesanctioneerd wegens inbreuk op de CITES-wetgeving. Desondanks wordt nog steeds bushmeat ingevoerd in de bagage, onder meer via Brussels Airport. Deze luchthaven is door de talrijke verbindingen met Sub-Sahara-Afrika een veelgebruikte toegangspoort tot Europa.